# Prvenstvo Jugoslavije u hokeju na travi 1978.
Jugoslavensko prvenstvo u hokeju na travi za 1978. godinu je osvojila momčad Subotičanka iz Subotice.

## Poredak

### Prvi dio prvenstva
Grupa Zapad
```
1. Jedinstvo Zagreb 
2. Marathon Zagreb
```

Grupa Istok
```
1. Subotičanka Subotica 
2. Elektrovojvodina Novi Sad
```

### Završnica
```
1. Subotičanka Subotica
2. Jedinstvo Zagreb
3. Marathon Zagreb
4. Elektrovojvodina Novi Sad 
```